# William Shakespeare (Hugo)
Pour les articles homonymes, voir Shakespeare (homonymie).
 (mars 2001).
- Si vous ne connaissez pas le sujet, laissez ce bandeau (vous pouvez alors contacter les auteurs).
- Si vous supprimez le contenu mis en cause (vous pouvez préalablement contacter les auteurs),

argumentez précisément cette suppression dans la page de discussion
(un manque de référence n'est pas un argument ; une recherche réelle de référence doit avoir été effectuée, être formellement documentée).
William Shakespeare est un essai de Victor Hugo paru en 1864, durant son exil.
À l'origine, Victor Hugo devait écrire une biographie de William Shakespeare comme préface à la nouvelle traduction des œuvres du dramaturge anglais par son fils François-Victor Hugo.
On peut supposer qu'emporté par son style, Hugo n'a pu se contenter de cet objectif premier : la biographie s'est transformée en un manifeste pour le romantisme de plusieurs centaines de pages.
Le poète français y dresse notamment une liste exhaustive et enflammée de ceux qu'il nomme les « génies » de la littérature. Il y livre ses impressions, notamment des critiques, de ces hommes qui ont changé l'écriture du XIXe siècle.

## Défense de l'art engagé et éloge du génie dansWilliam Shakespeare

### Opposition de l'auteur à la conception de «l'art pour l'art»
D'après Pascal Melka, auteur de Victor Hugo, un combat pour les opprimés. Etude de son évolution politique, dans William Shakespeare, Victor Hugo a manifesté son opposition à la théorie de l'art pour l'art.
D’après les tenants de cette théorie, l’art a une beauté en lui-même et il risque de s’abîmer en se mêlant de politique. C’est pourquoi les artistes doivent rester en dehors des grands événements politiques de leur siècle. Mais Victor Hugo s’est opposé à la théorie de l’«Art pour l’Art». À ses yeux, les artistes doivent s’engager en politique car l’art a une mission civilisatrice. Et cette conception du rôle politique de l’écrivain engagé est un aspect essentiel de la théorie du rôle missionnaire du génie qu’Hugo développera dans William Shakespeare en écrivant entre autres : « J’accepte dans la nuit l’autorité des flambeaux. » Cette divinisation du génie traduit la fascination de Victor Hugo pour le grand homme.

### Préférence aux grands intellectuels vis-à-vis des grands hommes d'État
Les grands hommes sont de deux natures. Ils peuvent être politiques ou intellectuels. Hugo admire les grands héros politiques de l’histoire de l’humanité, les César, Charlemagne et autres Napoléon, mais il leur préfère les grands intellectuels, les Dante, Shakespeare et autres Voltaire. Eux seuls sont les vrais génies car ils n’ont pas eu recours à la violence pour être glorieux. On peut donc dire que, si Hugo admire la gloire militaire, il lui préfère la gloire littéraire.
Que le génie qu’Hugo exalte ne soit pas un dictateur, on en a la preuve lorsqu’il dit : « Dynastie peu encombrante d’ailleurs que celle des génies, qui a pour royaume l’exil de Dante, pour palais le cachot de Cervantès, pour liste civile la besace d’Isaïe, pour trône le fumier de Job et pour sceptre le bâton d’Homère. » Le génie d’Hugo est bien souvent un persécuté. Ce n’est pas celui qui est obéi aveuglément. C’est l’homme que l’humanité devrait suivre.
Le culte du grand homme et la passion de la liberté sont deux idées constantes chez Victor Hugo. Notre poète a d’abord été légitimiste. Opposée à la Révolution française, la droite légitimiste rêve du rétablissement d’un pouvoir monarchique fort, d’une monarchie de droit divin fondée sur le culte de la personnalité du roi. Mais le légitimisme d’Hugo est un légitimisme libéral, marqué par Chateaubriand et qui le conduira à rompre avec cette droite lorsque celle-ci portera atteinte aux libertés publiques. L’admiration pour Napoléon a ensuite poussé Victor Hugo à sympathiser avec le bonapartisme mais sa passion pour la liberté le conduira à s’opposer au coup d’État du 2 décembre 1851. Le Victor Hugo républicain en est venu à considérer que le génie littéraire était le seul à mériter d’être valorisé dans une société libre car c’est le seul qui puisse éventuellement s’imposer sans porter atteinte aux droits de l’homme.
Et encore, la théorie du rôle missionnaire du génie formulée par le Victor Hugo républicain n’implique pas même la dictature intellectuelle. C’est ce que démontre l’étude des différents contenus du concept de génie dans William Shakespeare.

### Comment définir le génie?
Le génie hugolien peut être individuel ou collectif. Un homme, un peuple ou un siècle peuvent être des génies.
Hugo oscille entre deux définitions du génie individuel, comme le prouve son hésitation à propos de Voltaire, souvent cité, et classé tantôt parmi les génies, et tantôt parmi les grands écrivains seulement.

#### Le génie comme clairvoyance de l'artiste torturé permise par l'exploration de sa souffrance morale
La première définition du génie ne peut s’appliquer qu’à des individus. «Il y a des hommes océans», dit Hugo, c'est-à-dire des hommes qui regardent l’humanité d’un autre côté. Le génie est alors un être complètement anormal, supérieur aux autres parce qu’il a été jusqu’au bout d’une des virtualités de l’humain et de l’univers. Le génie, c’est le personnage qui, loin de se contenter des facilités de la vie normale, se pose des questions, creuse son abîme, se demande pourquoi il vit et quel est le sens profond des choses de ce monde, qui traverse la folie, et qui, au terme de sa méditation, en arrive à une vision presque extra-humaine de l’univers. Le malheur peut souvent provoquer toutes ces interrogations et Hugo pense que Job, Hamlet, Beethoven, Jean Valjean, Monte Cristo ou Gwynplaine sont des génies parce que la souffrance personnelle, l’oppression, le handicap ou la folie les ont conduits à explorer certaines virtualités de l’humain et à avoir de l’univers une vision nécessairement différente et à un certain point de vue supérieure à celle de la plupart des gens normaux qui n’ont jamais connu et ne connaîtront jamais des épreuves semblables.
Il y a là un aspect capital du romantisme. L’éloge des génies est une conséquence de l’intérêt des romantiques pour toutes les manifestations de l’esprit humain et donc pour les aliénés et pour les fous. Ce «réalisme» et ce «naturalisme» romantiques, contrairement à ceux des courants qui porteront ces noms, sont donc tout le contraire de l’intérêt pour une normalité qui n’existe qu’en théorie. Hugo dira à ce sujet dans William Shakespeare : « le réel tue la vraisemblance ». Ce refus de la tyrannie de la vraisemblance explique l’intérêt romantique pour l’aliénation, pour la souffrance et pour le génie, trois choses qui vont souvent ensemble. Hugo écrira que, parce qu’il n’a pas imaginé des personnages comme Job ou comme Hamlet, Voltaire n’est pas un génie. S’il l’avait fait, « Voltaire serait Shakespeare ».
Mais, à côté de cette première définition du génie, il y en a une deuxième, beaucoup plus accessible au commun des mortels. Dans cette seconde perspective, le génie, c’est l’intellectuel, c’est l’écrivain engagé qui n’hésite pas à affirmer son idéal en dénonçant la société présente au péril de sa vie, s’il le faut. Dans cette seconde perspective, Voltaire est bien un génie.

#### Le génie comme manifestation collective du refus de la tyrannie et de la misère
Les exemples contemporains sont très rares dans la théorie du génie développée par Hugo dans William Shakespeare. Deux explications ont été proposées à ce fait, sans forcément s'exclure l'une l'autre.
Pour les tenants de la première interprétation, Hugo ne cite pas d’exemple contemporain parce qu’il a le sentiment d’être, lui-même, le continuateur moderne de Dante, de Shakespeare et de Voltaire, le génie du XIXe siècle. Pour les tenants de la seconde interprétation, l’absence de tout génie contemporain est lié au fait que, pour Hugo, à l’âge démocratique, c’est la société tout entière qui peut participer au génie.
Ces deux interprétations ne s’excluent pas car, aux yeux d’Hugo, il y a et il y aura des génies individuels à toutes les époques mais leur puissance prend une signification différente selon qu’on est à l’âge démocratique ou aux époques antérieures.
Si Hugo peut dire, pour les siècles précédents, qu’ils se condensaient dans un génie, c’est parce que c’étaient des époques tyranniques. Toute opposition était étouffée. Et le seul espace de pensée libre qui restait, on ne pouvait le trouver que chez les rares philosophes et écrivains qui avaient le courage de briser la censure et de mettre leur vie en danger. Et c’est pour cela qu’un Dante, un Jean Hus, un Shakespeare ou un Voltaire expriment vraiment tout le progrès de leur siècle.
À l’âge démocratique, les choses sont différentes. En effet, si le génie se définit par son combat pour les opprimés et par son aspiration à la réforme sociale, la démocratie va permettre à l’ensemble de la société d’affirmer un génie collectif. Le Victor Hugo républicain juge la démocratie nécessaire car seul le suffrage universel peut permettre la destruction de la misère en donnant un poids politique aux misérables. Mais il pense aussi que, sans morale, la souveraineté du peuple n’est plus que celle de la populace. Par conséquent, l’intellectuel a un rôle de conscience morale de la société et d’éducateur moral du peuple. D’où l’importance de l’instruction publique.
L’instruction publique crée la citoyenneté démocratique de deux façons. D’une part, l’apprentissage de la lecture fondera la puissance moderne de l’intellectuel par « la mise en communication du peuple avec les génies ». Cette mise en communication sera rendue possible par une presse libre, par une littérature libre. La démocratisation de la lecture décuplera l’audience de cette presse et de cette littérature et fondera ainsi la puissance nouvelle de l’intellectuel pour faire triompher le droit et la vérité. Hugo annonce déjà Zola et J’Accuse.

#### Le génie comme levier pacifique de transformation du monde
Si ces intellectuels sont plus grands que les héros politiques, c’est parce que la littérature n’a pas de morts sur la conscience : « Sans doute il est utile qu’un homme puissant ait marqué le temps d’arrêt entre le monde romain et le monde gothique; il est utile qu’un autre homme puissant, venant après le premier, comme l’habileté après l’audace, ait ébauché sous forme de monarchie catholique le futur groupe universel des nations et les salutaires empiètements de l’Europe sur l’Afrique, l’Asie et l’Amérique; mais il est plus utile encore d’avoir fait La Divine Comédie et Hamlet; aucune mauvaise action n’est mêlée à ces chefs-d'œuvre ; il n’y a point là, à porter à la charge du civilisateur, un passif de peuples écrasés. »
La montée en puissance des intellectuels permet d’accoucher du progrès par la réforme et non par la violence car l’écrivain engagé n’a pas de pouvoir politique direct. Il ne peut influencer l’histoire que par son rôle dans l’évolution générale des esprits.

### Apologie d'une instruction publique au service du génie populaire
Mais il y a une autre raison pour laquelle on peut dire que l’instruction publique contribue à l’éducation du citoyen. En effet, par l’apprentissage de la culture, l’école doit mettre en contact le peuple avec les grands écrivains du passé. Et ici encore apparaît une caractéristique de ce qui, aux yeux d’Hugo, définit le génie : c’est un écrivain et un penseur dont la notoriété transcende le temps et l’espace. Le génie échappe à son siècle et à sa patrie pour entrer dans l’histoire universelle et appartenir au patrimoine commun de l’humanité. Chose incroyable, en un sens. Pour prendre l’exemple de la France du XVIIIe siècle, hormis les historiens, plus personne ne se souvient du cardinal Fleury ou du duc de Choiseul, mais tout le monde connaît Voltaire. Voltaire est universellement connu en France mais aussi dans toute l’Europe. Voltaire échappe à son siècle et sa notoriété transcende le temps et l’espace. Et l’exemple de Voltaire vaut pour tous les grands écrivains et, au-delà, pour tous les grands artistes du passé, qu’il s’agisse de la musique de Mozart ou de Jean-Sébastien Bach ou des peintures de Léonard de Vinci.
Pourquoi apprend-on encore aujourd’hui, dans les écoles, l'Iliade et l'Odyssée d’Homère, Gargantua de Rabelais ou encore Les Fleurs du Mal de Baudelaire ? Pourquoi peut-on dire que, si on oubliait tous ces classiques, il y aurait un terrible manque ? Pourquoi ? Parce que tous ces grands penseurs font partie intégrante de la littérature universelle. Et s’ils ont réussi à échapper à la prison de leur société et de leur siècle, n’est-ce pas parce que leur génie leur a permis de dépasser les préoccupations de leur époque et d’en arriver à des philosophies éternelles ?
Aux yeux d’Hugo, si l’école doit verser « tous les esprits depuis Ésope jusqu’à Molière, toutes les intelligences depuis Platon jusqu’à Newton, toutes les encyclopédies depuis Aristote jusqu’à Voltaire », c’est en raison de la nécessité de favoriser l’ouverture d’esprit de tous les citoyens par la généralisation de l’accès à la culture universelle.